# Барбара Мнішек

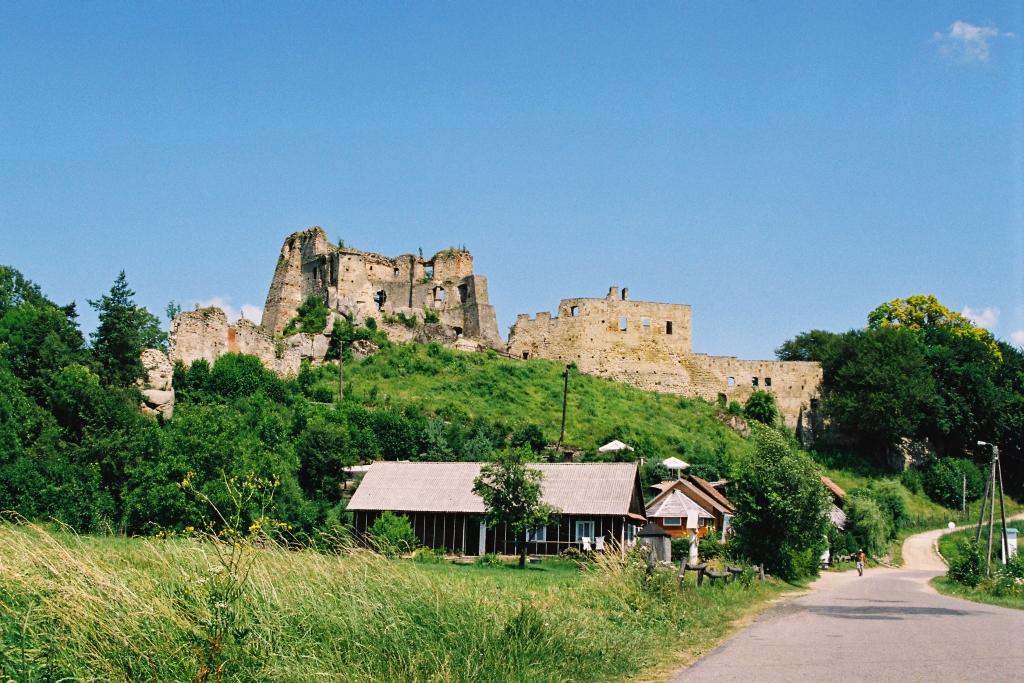
Замок Одриконь (Kamieniec)

Барбара Мнішек з Каменецьких (пол. Barbara Mniszech; пом. 1569) — польська шляхтянка, старостина сокальська і луківська.

## Життєпис
Народилась у замку Одриконь біля Коросна Перемишльської землі Руського воєводства. Донька гетьмана, каштеляна львівського Мартина Каменецького гербу Пилява та Ядвиги Сененської з Олеська.
До 1540 р. була видана в шлюб з підкоморієм коронним Миколаєм Мнішеком, який прибув до Корони з Великих Кошиць[джерело?] у Моравії (сьогодні Словаччина). 
Зберігся її пізньоренесансовий надгробок з мармуру в бічній стіні костелу францисканців міста Коросна, роботи львівського майстра Якуба Трвалого.

### Діти
У шлюбі з Мнішеком народила 5 дітей:
- Ян Мнішек (пом. 1612) — староста красноставський, лукомський, ясельський
- Миколай Мнішек (1550—1597) — староста лукомський, ясельський, отецький
- Єжи Мнішек (пом. 1613) — воєвода сандомирський, староста львівський, самбірський, сокальський, сяноцький, рогатинський, тесть московського царя Дмітрія І
- Ельжбета Мнішек (? — ?) — видана за бурґграфа краківського Миколая Стадницького
- Барбара Мнішек (пом. 1580) — була дружиною: 1. старости гарволінського Лукаша Нагорського; 2. маршалка великого коронного Яна Фірлея; 3. каштеляна холмського, підскарбія коронного Яна Дульського.